# Il-Port Il-Kbir

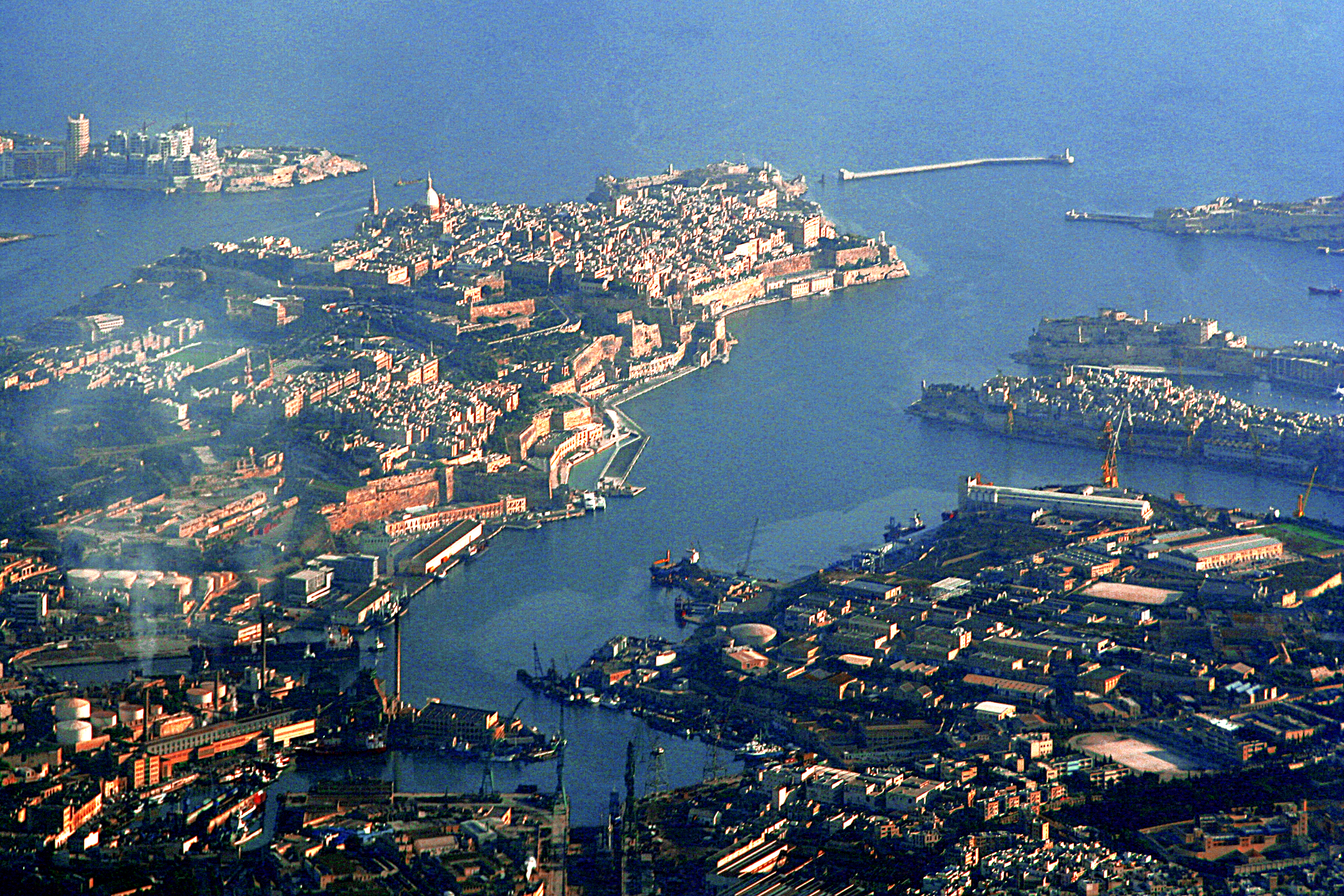
Il-Port Il-Kbir, a Nagy Kikötő légifotója dél felől

Il-Port Il-Kbir (szó szerint a Nagy Kikötő, hivatalos angol nevén Grand Harbour) Málta egyik legnagyobb, természetes öble a nagy sziget északkeleti partján. A föníciaiak kora óta jelentős kikötő, amelyet hajóépítő és -javító műhelyekkel szereltek fel az újkorban, a középkortól kezdve pedig hatalmas erődítésekkel vették körül. Ma leginkább kereskedelmi- és turistakikötőként funkcionál.

## Elhelyezkedése
Az öböl északkelet felé nyílik a Földközi-tengerre, fő tengelye délnyugat-északkelet irányú. Nyugati oldalát a Sciberras-félsziget, déli és keleti oldalát a máltai szárazföld alkotja, amelyből két félsziget (Birgu és Isla) nyúlik be az öbölbe. Több oldalága (creek) van délkelet felé, amelyeket félszigetek választanak el. Az ágak északról dél felé: Rinella Bay, Kalkara Creek, Dockyard Creek, French Creek. Floriana és Paola mögött összeszűkülve kanyarog Marsa központjáig (Marsa Creek vagy New Port). A Port Il-Kbir teljes hossza kb. 3,8 km, átlagos szélessége 3-500 méter, a belőle nyíló öblöké 1-200 méter.
Nyugat felől Valletta és Floriana, délen Marsa és Paola, keleten Isla, Birgu, Bormla és Kalkara helyi tanácsai határolják.

## Kialakulása
A Marsamxetthez hasonlóan lezúduló esővíz vájta völgyekként (wied) jött létre abban az időszakban, amikor Málta szárazföldje összefüggött Szicíliával. A víz meredek falú járatokat vágott a puha mészkőbe. Miután a tenger újra elöntötte a földhidat, a völgyek egy részét is feltöltötte, így alakultak ki a kanyargós hosszú öblök.

## Története

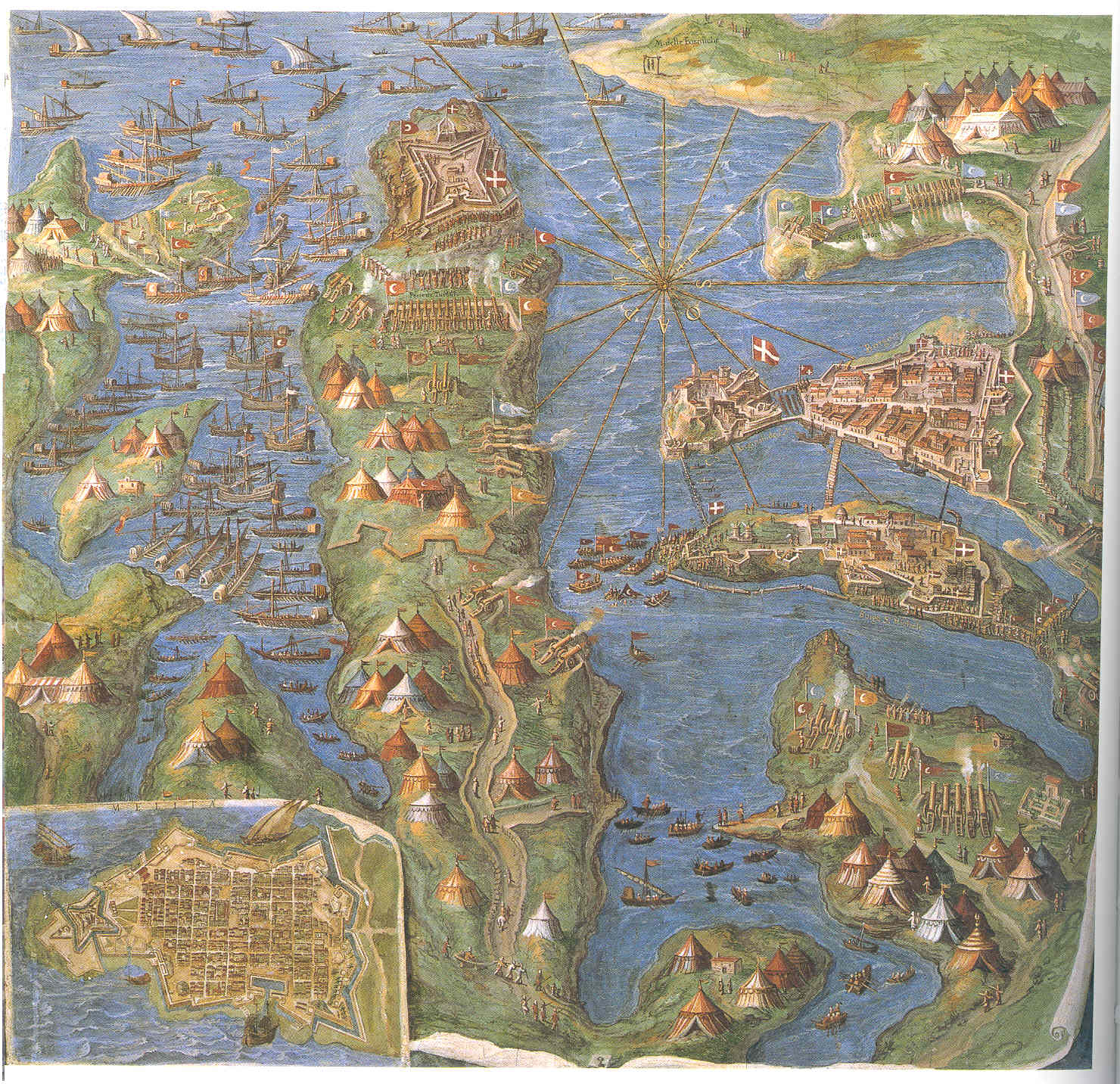
Málta ostroma 1565-ben. Jobb oldalon a Nagy Kikötő

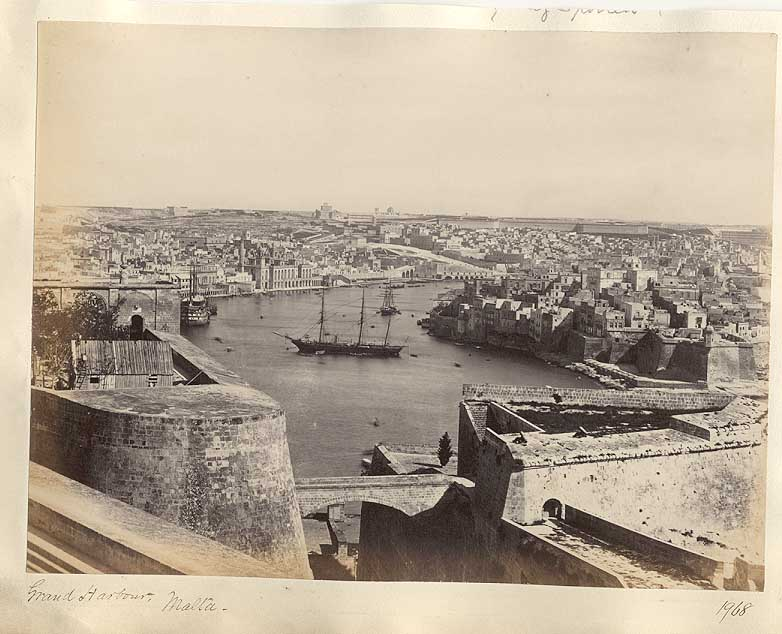
A Nagy Kikötő 19. században

Elsőként a föníciaiak hoztak létre kikötőt a mai Marsa területén. Ezt később a rómaiak is használták, bár a sziget központja ekkor a szárazföld belsejében álló Melita volt. Az arabok építettek elsőként erődöket az öböl mentén, a normann hódítástól kezdve a Castrum maris (a mai St. Angelo erőd) volt az idegen urak székhelye. Az Anjou-ház uralma elleni felkelés (1283) idején zajlott az első csata a Nagy Kikötőben: a Ruggiero di Lauria vezette aragóniai flotta győzelmet aratott a francia hajók felett, így sikerült az Anjouk híveit elűzniük. A Castrum marisban ettől kezdve aragóniai helyőrség volt.
A kikötő adottságait látva fogadták el a johannita lovagok Málta birtokát Károly spanyol királytól. Castello a mare (Birgu) várában rendezték be a központjukat, 1552-ben pedig a szomszédos félszigeten megalapították Senglea városát. A Sciberras csúcsán álló Sant'Elmo erődöt is felújították. 1565-ben hatalmas török sereg vette ostrom alá a lovagrend várait Musztafa pasa és Turgut reisz vezetésével. A júniustól szeptemberig tartó ostromban Sant'Elmo elesett, és a két város is a bukás szélén állt, mikor a törökök végül meghátráltak. Az ostrom után a lovagok azonnal város építésébe kezdtek a Sciberras-félszigeten, amelynek adottságai jobbak a két városéinál. Valletta városát végül 1571-ben lakták be, ettől kezdve Málta fővárosa lett. A lovagok a két régi város mögött két újabbat építettek: Bormlát (Cospicua) Vittoriosa (a korábbi Castello a mare) és Senglea mögött, és Paolát tőle délre. A kikötőket lassan fejlesztették, többek között hajóépítő dokkot hoztak létre, a máltaiak számára munkalehetőséget biztosítva ezzel. Az öböl partjain újabb erődök épültek: a Ricasoli erőd (1670) a Rinella-öböl és a tenger közti félszigeten, Cospicua (1675-től) és Floriana (1634-1721).
1798-ban az Egyiptom felé tartó Bonaparte Napoléon tábornok hajói szállták meg az öblöt, és néhány nappal később elűzték a lovagrendet, és átvették Málta uralmát. A franciák rablásba kezdtek a szigeteken, ezért szeptemberben felkelés tört ki, és a megszállók hamarosan beszorultak a Nagy Kikötő menti erődökbe. Két éven keresztül zajlott az ostrom, míg végül 1800-ban Vaubois tábornok a franciák nevében megadta magát.
Másfél évtized bizonytalanság után végül a Brit Birodalom rendezkedhetett be Máltán. A britek azonnal ide helyezték a földközi-tengeri flotta parancsnokságát, ez pedig a kikötő fejlesztésével is járt. Fél évszázad alatt négy szárazdokk épült a Nagy Kikötő partjain, a Krími háború és a Szuezi-csatorna megnyitása újabb fejlesztésekkel és munkahelyek teremtésével járt. Hullámtörő épült a kikötő bejárata elé, hogy a misztrál keltette hullámverést felfogja. A század végére erődrendszer, a Victoria Lines épült a kikötők védelmére. Az első világháború elkerülte Máltát, ezután azonban fejlesztések kezdődtek. A második világháború a kikötők bombázásával kezdődött a szigeten, és három év alatt az öböl környéki városok szinte teljesen elpusztultak. Olasz hadihajók megpróbáltak az öbölbe is bejutni, ám ez nem sikerült.
A háború utáni újjáépítés már a civil élet irányába mutatott: a Nagy Kikötő berendezéseit lassan átállították polgári- és teherforgalomra, a katonaság egyre több kikötőhelyet adott át a luxushajóknak. 1979-től, a britek kivonulásától kezdve a turizmus lett a hajóforgalom legfőbb mozgatója.

## Közlekedés

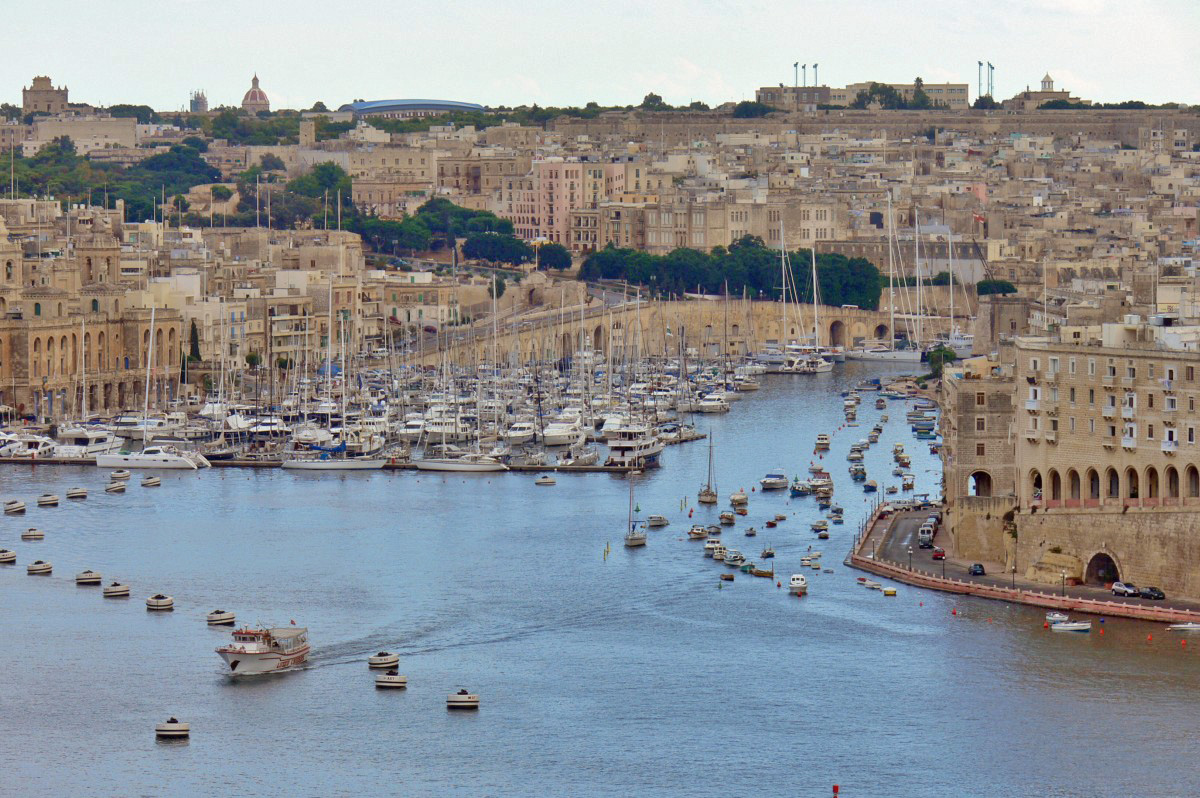
A Dockyard Creek Vallettából

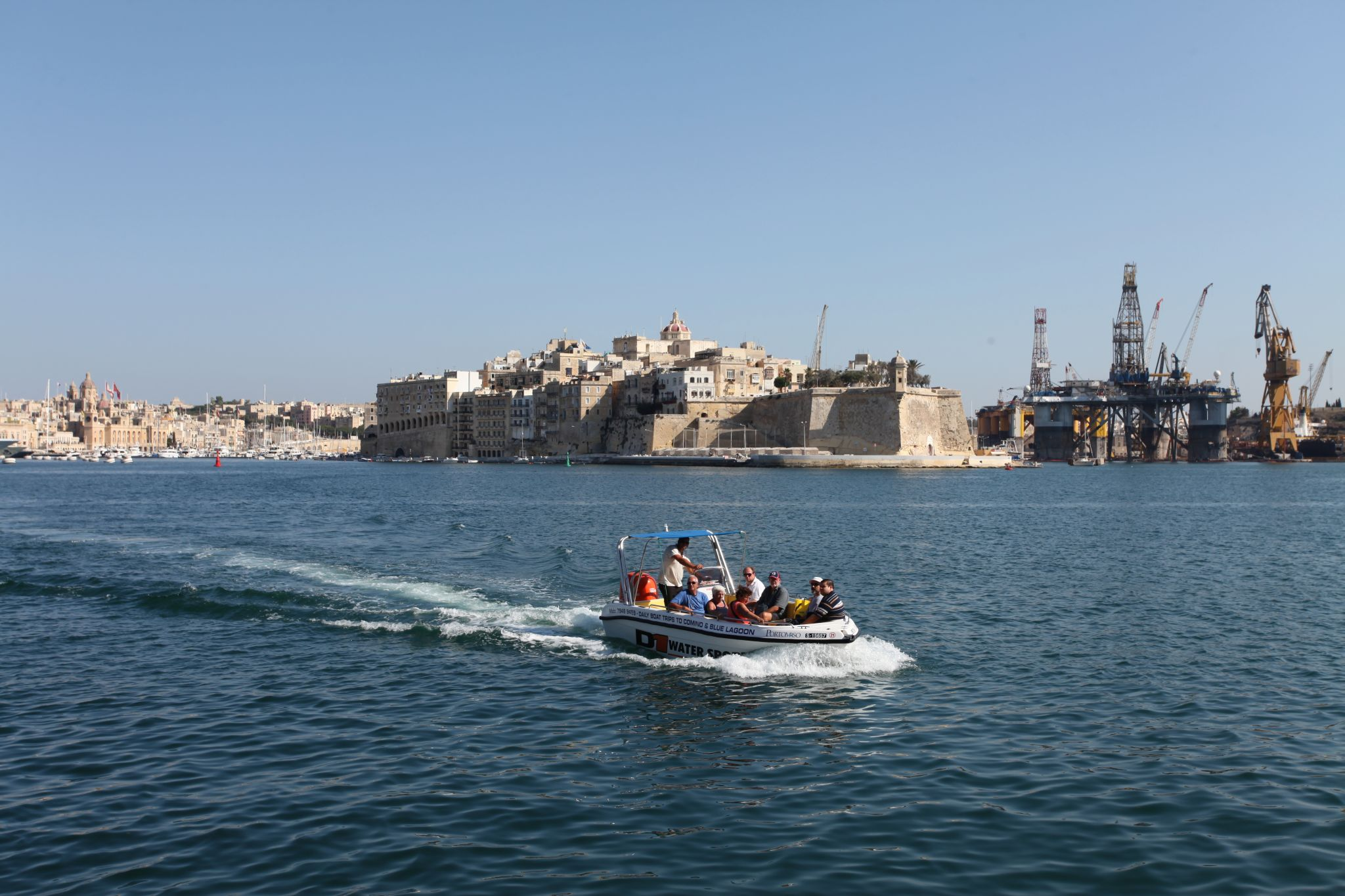
Vízitaxi a Nagy Kikötőben

A Nagy Kikötő nemzetközi és belföldi hajóforgalmat is lebonyolít. A luxushajókon kívül itt köt ki a Catania, Licata és Pozzallo felé induló komp is, belföldre pedig komp jár a gozói Mġarr felé. A Nagy Kikötő körüli városok között is működik hajójárat, valamint magánfuvarozók által üzemeltetett "vízitaxik" is igénybe vehetők.
Szárazföldön megközelíthető autóval és a florianai pályaudvaron át busszal is. A repülőtér mindössze 10 percnyi autóútra található.
Az öbölben vízitaxi-járatok biztosítják az összeköttetést Valletta és Bormla/Birgu illetve Isla között. Az állami taxik modern járművekkel és állandó feltételekkel, a magántaxik hagyományos csónakokkal, de magasabb, nem rögzített árakkal működnek.

## Sport
Az öböl-környéki városokban számos sportágat űznek. Kifejezetten az öbölhöz kötődik a Regatta, a környező városok evezős versengése, amelyet 1955 óta rendeznek meg évente kétszer Marsa és Valletta között. A szabadság-napi (március 31) verseny címvédője Marsa, a győzelem-napi (szeptember 8) címvédője Marsa és Cospicua megosztva. Az örökrangsort 23 győzelemmel Isla (Senglea) vezeti Cospicua előtt.